# Alexandros Zaimis
Alexandros Zaimis (řecky: Αλέξανδρος Ζαΐμης; 28. října 1855, Athény – 15. září 1936, Vídeň) byl řecký politik. V letech 1929–1935 byl prezidentem Řecka. Byl posledním prezidentem druhé republiky, svrhl ho monarchistický převrat vedený Georgiosem Kondylisem. Byl též řeckým premiérem, a to hned v šesti různých obdobích (1897–1899, 1901–1902, 1915, 1916, 1917, 1926–1928). Dohromady strávil ve funkci předsedy vlády 4 roky a 225 dní. Byl rovněž předsedou parlamentu (1895–1897), ministrem zahraničních věcí, ministrem vnitra, ministrem spravedlnosti a vysokým komisařem pro Krétu. Byl představitelem konzervativní Národní strany (1887–1902), později Novohelénské strany (1902–1924). Post prezidenta vykonával již jako bezpartijní.
Jeho otec Thrasyvoulos Zaimis byl rovněž premiérem Řecka (1869–1870, 1871), stejně jako děd Andreas Zaimis (1826–1827). Alexandros vystudoval práva na univerzitách v Athénách a v Heidelbergu. Do parlamentu byl prvně zvolen roku 1885 (nahradil tam svého otce), již za dva roky byl prvně premiérem. Byl ženatý s vídeňskou zdravotní sestrou Sophií Kunerthovou. Byl umírněným konzervativcem a monarchistou. Za první světové války byl vnímán jako příznivec Dohody, ale z taktických důvodů hájil řeckou neutralitu.